# Raczki Elbląskie
Raczki Elblaskie (Raczki Elbląskie, 'raczki-el'bląskJe) es una localidad del distrito administrativo de Gmina Elbląg, dentro del condado de Elbląg, Voivodato de Varmia y Masuria, en Polonia septentrional. Queda aproximadamente a 4 km al noroeste de Elbląg y 83 km al noroeste de la capital regional, Olsztyn. Antes de 1945 la zona era parte de Alemania (Prusia Oriental). El pueblo tiene una población de 170 habitantes.
En Raczki Elbląskie se encuentra el punto más bajo de Polonia, a 1,8 metros bajo el nivel del mar.